# Уилоус (Калифорния)
Уилоус (на английски: Willows) е град и окръжен център на окръг Глен в щата Калифорния, САЩ. Уилоус е с население от 6041 жители (по приблизителна оценка от 2017 г.) и обща площ от 7,50 км² (2,90 мили²). Уилоус е с гъстота на населението от 836,80 жители/км² (2168,50 жители/миля²).